# Gustavo Tejera
Gustavo Adrián Tejera Capo (* 20. Januar 1988 in Montevideo) ist ein uruguayischer Fußballschiedsrichter. Seit 2018 steht er auf der FIFA-Liste.

## Werdegang
Tejera leitet seit April 2015 Spiele in der Primera División –  Uruguays oberster Spielklasse und kommt in den verschiedenen Phasen dieses Wettbewerbs auf über 150 Einsätze (Stand: November 2023). Bisheriger Höhepunkt seiner nationalen Laufbahn war sein Einsatz beim Endspiel um die Supercopa Uruguaya 2020, welches Nacional Montevideo mit 2:4 nach Verlängerung gegen den Lokalrivalen Liverpool FC verlor.
Zum Januar 2018 meldete ihn der Uruguayische Fußballverband für die FIFA-Liste, was ihn zur Leitung internationaler Partien berechtigt. Sein Debüt auf dieser Ebene feierte er ein gutes Jahr später, bei der Erstrundenpartie der Copa Sudamericana 2019 zwischen Unión La Calera aus Chile und Chapecoense aus Brasilien. Bei der U-20-Fußball-Südamerikameisterschaft 2023 gehörte er ebenso zum Unparteiischenaufgebot wie im November des gleichen Jahres bei der U-17-Fußball-Weltmeisterschaft 2023.